# Laib

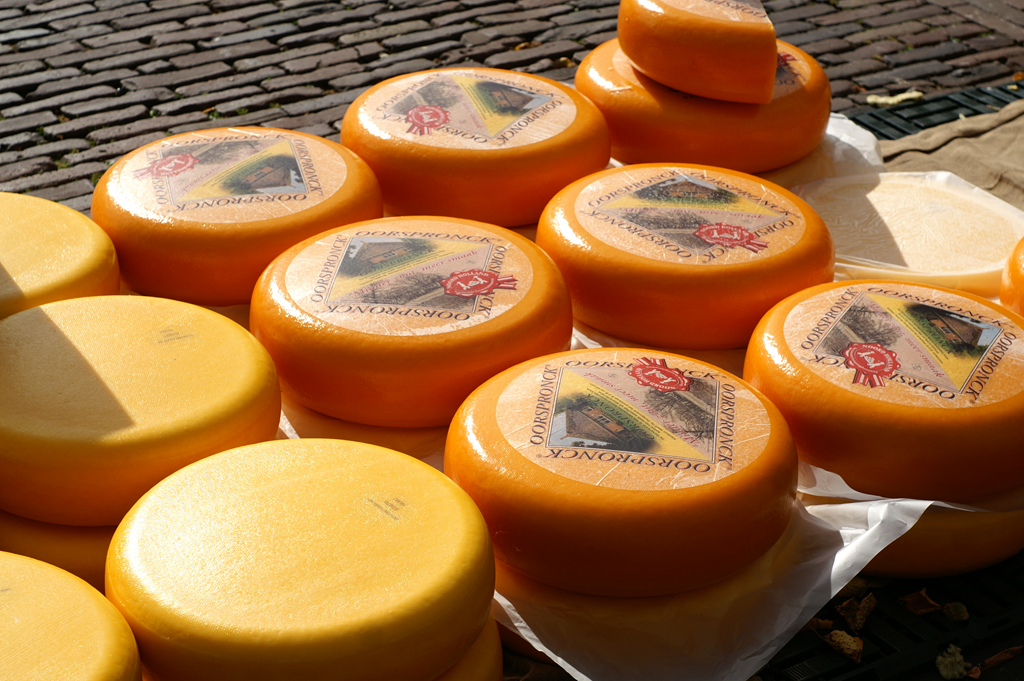
Käselaibe

Mit Laib bezeichnet man im Allgemeinen eine runde, teilweise auch ovale, längliche oder rechteckige Form von Brot, einiger anderer Backwaren (z. B. Hefezopf, Christstollen) sowie von Käse und verschiedener durch Backen zubereiteter Fleischgerichte (z. B. Fleischkäse oder Hackbraten).
Im Falle von runden Laiben reicht der Durchmesser von etwa 30 cm bis 60 cm, die Höhe beträgt zwischen 10 und 20 cm. Oval-längliche und rechteckige Laibe sind oft etwa 10 bis 15 cm breit, 20 bis 30 cm lang und ca. 6 bis 10 cm hoch.

## Etymologie
Das Wort stammt aus einem gemeingermanischen Wort (mhd.: hleip) und bezeichnete ursprünglich das ungesäuerte Brot. Heute wird das Wort meist nur noch in bestimmten Regionen im Sinne von einzelnes geformtes Brot benutzt, obwohl es noch im 17. Jahrhundert auch die geformte Masse aus Brotteig oder Käse bedeutete.
Interessant ist zudem, dass die Schreibweise mit ai erst Mitte des 17. Jahrhunderts aufkam, um sich vom Leib zu unterscheiden. Zuvor wurden beide Bedeutungen mit ei geschrieben.
Im Deutschen kann Laib auch als Zählwort verwendet werden, es heißt dann „zwei Laib Brot“ statt „zwei Laibe Brot“, wenn es um die Menge geht und nicht um die einzelnen Stücke.

## Laibform des Brotes

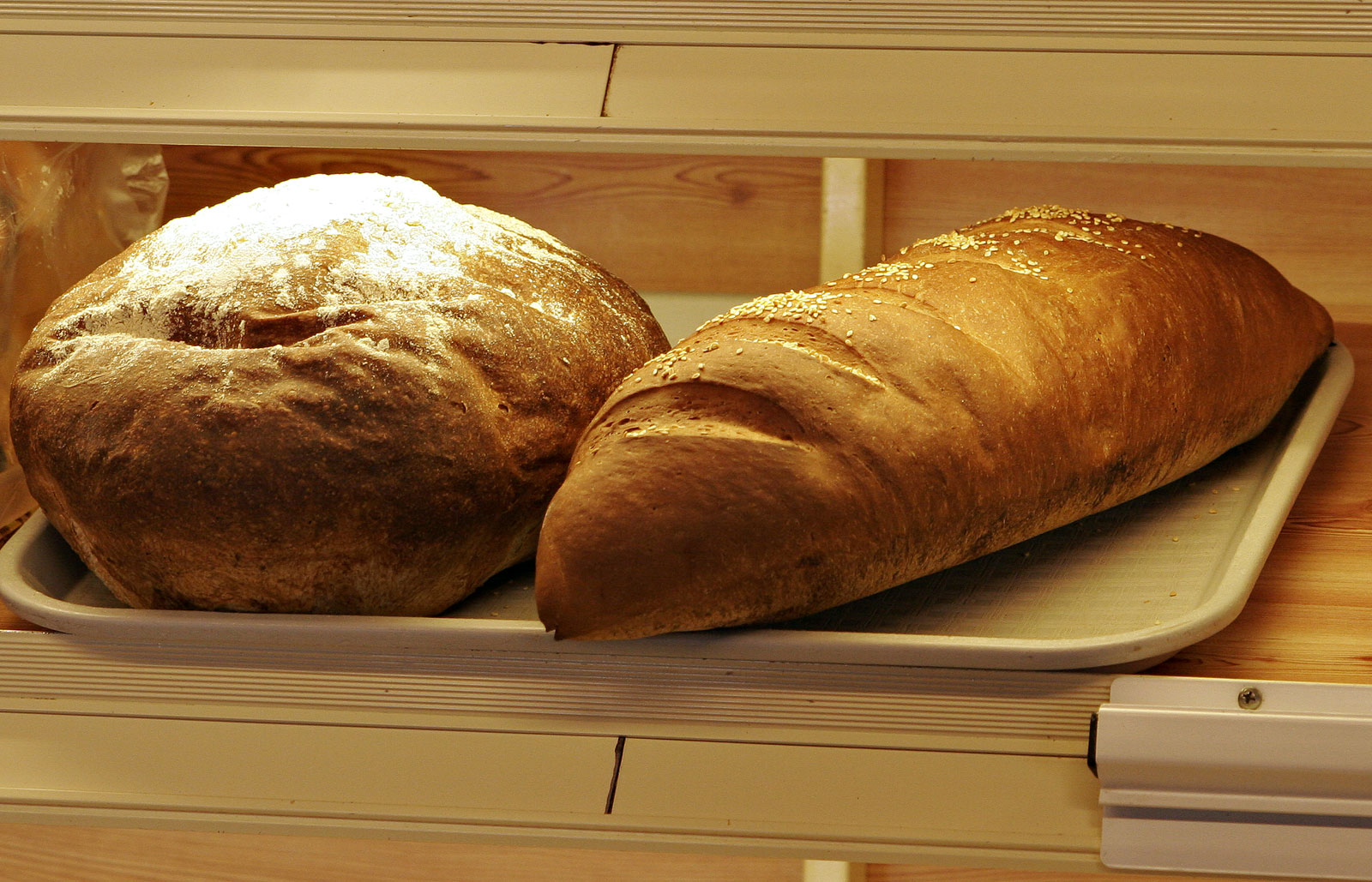
Runder und ovaler Brotlaib

Der Brotlaib kann entweder in einer Backform oder frei auf einer Backfläche gebacken werden. Für frei gebackenes Brot muss Brotgetreide (Roggen, Weizen, Dinkel) verwendet werden. Andere Getreide enthalten nicht den notwendigen Kleber (Eiweiß des Getreides in Verbindung mit Wasser), um eine stabile Krume bilden zu können, der Teig würde durch sein Eigengewicht in sich zusammensacken und einen Fladen bilden. Man unterscheidet zwischen freigeschobenem Brot, bei dem der Brotteig allseitig frei auf der Backfläche liegt und so eine geschlossene feste Kruste bilden kann, und angeschobenem Brot, wo die Laibe sich während des Backens an mehreren Seiten berühren und so aneinanderbacken. Wegen der so entstandenen hellen Stellen beim Trennen ist angeschobenes Brot anfälliger für Schimmelbefall und deshalb häufig günstiger als freigeschobenes Brot.
In Südostdeutschland und Österreich wird ein länglicher Brotlaib Wecken genannt (In Südwestdeutschland ist der Wecken dagegen ein Brötchen).
Der Anschnitt und der Rest eines Brotlaibes wird unterschiedlich bezeichnet (siehe dazu Kanten).

## Ableitungen
Das Gebäck Lebkuchen wurde in ablautender Form von Laib früher als Laibkuchen, was so viel wie Brotkuchen bedeutete, bezeichnet.